# Đại học Tài chính và Kinh tế Thượng Hải

Đại học Tài chính và Kinh tế Thượng Hải (chữ Hán: 上海财经大学, bính âm: ShàngHǎi Cáijìng DàXué) được thành lập năm 1917 tại thành phố Thượng Hải. Đây là trường đào tạo chuyên ngành tài chính và kinh tế được coi là một trong những trường đại học tốt nhất theo dự án 211 của Trung Quốc, luôn chiếm lĩnh vị trí số một trong lĩnh vực "tài chính và kinh tế" vào các năm 2003, 2004, 2005, 2007, 2008, 2011 và 2013 trong bảng xếp hạng các trường đại học danh tiếng của Trung Quốc (Netbig).Sau khi bảng xếp hạng các trường đại học danh tiếng trên thế giới QS Star công bố thứ tự ở hạng mục "Kinh tế và tài chính" năm 2013, trường xếp thứ 120 trên toàn thế giới . Theo bảng xếp hạng các trường đại học kinh tế do đại học Tilburg đánh giá trong năm 2012 thì đại học Tài chính và Kinh tế Thượng Hải xếp thứ 120 trên toàn thế giới, xếp thứ 9 ở châu Á và thứ 3 ở Trung Quốc, chỉ sau đại học Thanh Hoa và đại học Bắc Kinh.

## Giới thiệu
Hiện tại, trường có 364 giáo sư và phó giáo sư , là nơi đào tạo lý tưởng cho các sinh viên nghiên cứu và học tập với 12 khoa trực thuộc đào tạo tiến sĩ và 18 trường tập trung vào các chuyên ngành: kinh tế, kế toán, tài chính, quản trị doanh nghiệp, kinh tế công cộng và quản lý, nhân văn, luật, thống kê, ngoại ngữ, quản lý thông tin, toán ứng dụng,... Với chuyên ngành đa dạng, trường hiện có hơn 22.000 học sinh trong đó có khoảng 6.000 sinh viên đang tham gia đào tạo thạc sĩ và tiến sĩ, hơn 10.000 sinh viên học cử nhân và 1550 sinh viên quốc tế đến từ 25 quốc gia trên thế giới.

## Chương trình học
Đại học: Kinh tế, Quản trị kinh doanh, Hành chính công, Quản lý chứng khoán, Thương mại điện tử, Quản trị kinh tế nông thôn, Kinh tế giáo dục và quản lý giáo dục, An ninh xã hội, Tài nguyên đất, Khoa học quản ký và dự án, Luật kinh tế, Luật hành chính và tư pháp, Luật quốc tế, Xã hội học, Văn học cổ đại Trung Quốc, Lý thuyết toán xác suất và thống kê, Quản lý hành chính, Quản lý dự án, toán và toán ứng dụng, Luật, Hệ thống thông tin và quản lý thông tin, tin tức kinh tế, Ngôn ngữ (Anh và Nhật).
Thạc sĩ: Quản lý chứng khoán, Thương mạiđiện tử, Quản trị kinh tế nông thôn, Kinh tế giáo dục và quản lý giáo dục, An ninh xã hội, Tài nguyên đất, Khoa học quản ký và dự án, Luật kinh tế, Luật hành chính và tư pháp, Luật quốc tế, Xã hội học, Văn học cổ đại Trung Quốc, Lý thuyết toán xác suất và thống kê.
Tiến sĩ: Triết học Marxist, Kinh tế chính trị, Lịch sử kinh tế, Kinh tế phương đông, Kinh tế thế giới, Kinh tế môi trường và nguồn nhân lực, Kinh tế đấu tư, kinh tế quốc dân, Kinh tế vùng, Tài chính công, Ngân hàng bảo hiểm, Dự án tài chính, Thương mại quốc tế, Kinh tế công nghiệp, thống kê, kế toán, Quản trị doanh nghiệp, Quản lý tài chính, Marketing, Quản trị du lịch. (Hệ cử nhân và cao học cũng có tất cả các chuyên ngành này)
1. Chương trình tiếng Trung cơ bản
- Học phí: 18,000 NDT/ năm - Dành cho mọi đối tượng từ 18 tuổi trở lên
2. Chương trình tiếng Trung Thương mại
- Học phí: 18,000 NDT/ năm - Dành cho mọi đối tượng từ 18 tuổi trở lên
3. Chương trình dự bị đại học 1 năm (được chuyển tiếp tín chỉ lên bậc đại học)
- Học phí: 26,000 NDT/ năm - Dành cho học sinh tốt nghiệp thpt, HSK (mới) 4, có dự định học lên đại học tại SUFE.
4. Chương trình cử nhân 4 năm
- Học phí: 21,000 NDT/ năm - Dành cho học sinh tốt nghiệp thpt, HSK (mới) 5. Du học sinh tách thành lớp riêng.
5.Chương trình cử nhân 4 năm đặc biệt (Chất lượng cao)
- Học phí: 3,750 USD / năm - Dành cho học sinh tốt nghiệp thpt, HSK (mới) 5,vượt qua kì thi kiểm tra chất lượng (IQ Test, Cultural Knowledge, Basic Knowledge of Economics). Du học sinh được ghép lớp cùng sinh viên Trung Quốc.
6. Chương trình thạc sĩ 2 – 3 năm
- Dành cho sinh viên tốt nghiệp ĐH, HSK 5 (mới) - Học phí: 24,000 NDT/ năm, MBA 166,000 NDT/ chương trình (full time), 212,000 NDT/ chương trình (part time) 
- Chuyên ngành học thuật: World Economy, International Trade, Tourism Administration, Marketing, Enterprise Management, Public Finance, Investment Economics, International Law, Management Science and Engineering, Real Estate Economics, Linguistics and Applied Linguistics, Sociology, Journalism
- Chuyên ngành ứng dụng: Master of International Business, Master of Public Administration, Master of Business Administration(MBA), Master of Asset Appraisal, Master of Taxation Science, Master of Applied Statistics, Master of Finance, Master of Insurance, Juris Master (J.M)
7. Chương trình tiến sĩ 3 – 4 năm
- Dành cho sinh viên có bằng thạc sĩ, HSK 5 (mới) - Học phí: 28,000 NDT/ năm
- Chuyên ngành: Finance, World Economy, International Trade, Tourism Administration, Marketing, Enterprise Management, Public Finance, Investment Economics, National Economy, Management Science and Engineering
8. Chương trình Thạc sĩ Tài chính (đào tạo bằng tiếng Anh, 2 năm)
- Yêu cầu: TOEFL 550 hoặc 80, IELTS 6.5 - Học phí: 36,000 NDT/ năm

## Các cựu sinh viên nổi tiếng
1.Lý Lam Thanh - Nguyên Phó chủ tịch Quốc hội.
2.Khương Kiến Thanh - Chủ tịch Ngân hàng Công thương Trung Quốc, Hội trưởng Hiệp hội Ngân hàng Trung Quốc.
3.Ân Giới Viêm - Phó Chủ tịch Ngân hàng Nhân dân Trung Quốc, Cục trưởng Cục quản lý ngoại hối quốc gia.
4.Bạch Văn Hoa - Chủ tịch HĐQT Tập đoàn Bất động sản Thượng Hải.
5.Dương Kỉ Uyển - Chủ tịch Hiệp hội Kế toán Trung Quốc.
6.Tôn Tiểu Hệ - Phó Chủ tịch Hiệp hội tiền tệ quốc gia.
7.Trương Hùng Vĩ - Chủ tịch Hiệp hội CEO châu Á-Thái Bình Dương.
8.Chu Đại Đồng - Phó Bí thư Thành phố Thượng Hải.
9.Cung Hạo Thành - Giám đốc Sở giao dịch Chứng khoán Thượng Hải.
10.Hồ Khang Sinh - Chủ nhiệm Ủy ban Luật pháp Quốc hội.
11.Trương Vi Quốc - Chủ tịch Ủy ban Giám sát quốc gia.
12.Thiệu Tông Minh - Cục phó Cục Thống kê quốc gia
13.Trương Vĩ - Hội phó Hội xúc tiến đầu tư thương mại Trung Quốc
14.Nghiêm Tế Từ - Nguyên Ủy viên đại biểu Quốc hội, Hiệu trưởng Đại học Khoa học và Kĩ thuật Trung Quốc, Phó viện trưởng Viện Khoa học Trung Quốc, Chủ tịch danh dự Hiệp hội Khoa học và Kĩ thuật Trung Quốc.
15.Vương Mậu Lâm - Bí thư tỉnh Hồ Nam.
16.Lý Tường Thụy - Chủ tịch HĐQT Ngân hàng Giao thông.
17.Úy Văn Uyên - Người sáng lập ra Sở Giao dịch Chứng khoán Thượng Hải.
18.Chu Sâm - Hội phó Hiệp hội từ thiện Trung Hoa.
19.Triệu Phúc Tuấn - Phó Tổng giám đốc Tập đoàn Bảo hiểm nhân thọ Bình An.
20.Châu Khánh Tổ - Giám đốc kinh tế Tập đoàn Khí đốt Trung Quốc.
21.Vương Thấu Phương - Trung tướng Lục quân Trung Quốc.
22.Vương Chí Tân - Người đi đầu kiến thiết nền chứng khoán Trung Quốc, một trong những người đặt nền móng cho Nhà xuất bản "Cuộc sống-Đọc sách-Tri thức mới" nổi tiếng.
23.Mai Nhữ Khải - Chủ tịch Hiệp hội Phiên dịch Trung Quốc.
24.Trương Phùng Vũ - Phó Bí thư Tỉnh Giang Tây.
25.Kim Vân Huy - Phó Bí thư khu tự trị Tân Cương.
26.Cao Hiểu Thanh - Chủ tịch Hiệp hội Nhà văn Trung Quốc.
.....